# 放逐愛情
《放逐愛情》是台灣女歌手解偉苓的首張音樂專輯，於2014年12月26日發行，收錄10首單曲。

## 曲目
1. 掩飾 （页面存档备份，存于）－04:25
2. 無誤 （页面存档备份，存于）－04:51
3. 放逐愛情－04:24
4. 幸福者－04:43
5. Believe－05:09
6. 悲傷止步 （页面存档备份，存于）－04:38
7. 婚禮的祝福－05:19
8. 好想好好愛你－04:45
9. 藍天－04:42
10. 我又想起你－05:06

## 外部連結
- 解偉苓 - 放逐愛情 專輯 - KKBOX （页面存档备份，存于）